# Henryk Michniewicz-Juchniewicz
Henryk Michniewicz-Juchniewicz (ur. 10 marca 1907 w Wilnie, zm. 13 listopada 1956 w Sopocie) – polski nauczyciel, prawnik, urzędnik samorządowy, ekonomista, pracownik naukowy (prof. dr hab.).

## Życiorys
Syn Bronisława i Anny z d. Smółka. W Wilnie ukończył szkołę powszechną, gimnazjum i Seminarium Nauczycielskie. Był zatrudniony jako nauczyciel/kier. w szkole powszechnej w Teresjanowie, b. woj. wileńskim (1926–1934). Absolwent Wydziału Prawa i Nauk Społecznych Uniwersytetu Wileńskiego na którym uzyskał tytuł magistra praw (1934–1938); w trakcie studiów pracował w prywatnej szkole „Dziecko Polskie” w Wilnie, następnie był asystentem w Katedrze Kryminologii i Socjologii na swojej uczelni (1937–1939). W okresie okupacji imał się wielu zajęć, m.in. nauczyciela, robotnika rolnego, drwala, woźnicy, tłumacza, urzędnika Urzędu Stanu Cywilnego w Oszmianie, obrońcy przy Litewskim Sądzie Grodzkim. Po wyzwoleniu zatrudnił się w Wileńskim Archiwum Miejskim następnie w Ludowym Komisariacie Finansów Litewskiej SRR. W 1945 repatriował się do Polski, gdzie został skierowany przez Komitet Centralny PPR do organizacji lokalnej administracji w Sopocie, obejmując stanowisko prezydenta tamże (1945). Z powodu rosnącego konfliktu z miejscowymi władzami wojskowymi został aresztowany przez władze bezpieczeństwa pod absurdalnymi zarzutami, z których został oczyszczony na forum sądowym. Podjął pracę urzędnika Oddziału Ogólnego, następnie nacz. Wydziału Osiedleńczego w Urzędzie Wojewódzkim w Gdańsku zs. w Sopocie (1946–1947), profesora ekonomii politycznej w Szkole Inżynierskiej w Szczecinie (1948–1950) i równolegle profesora ekonomii politycznej i materializmu dialektycznego oraz historycznego, jak i prorektora Wyższej Szkoły Handlu Morskiego w Sopocie (1948–1951), wykładowcy w Wyższej Szkole Pedagogicznej w Gdańsku, kier. Katedry Ekonomii Politycznej Wyższej Szkoły Ekonomicznej w Sopocie. Na Uniwersytecie Poznańskim uzyskał stopień doktora prawa (1950) i dr. habilitowanego.
Pochowany na cmentarzu katolickim w Sopocie (kwatera F2-A-31).

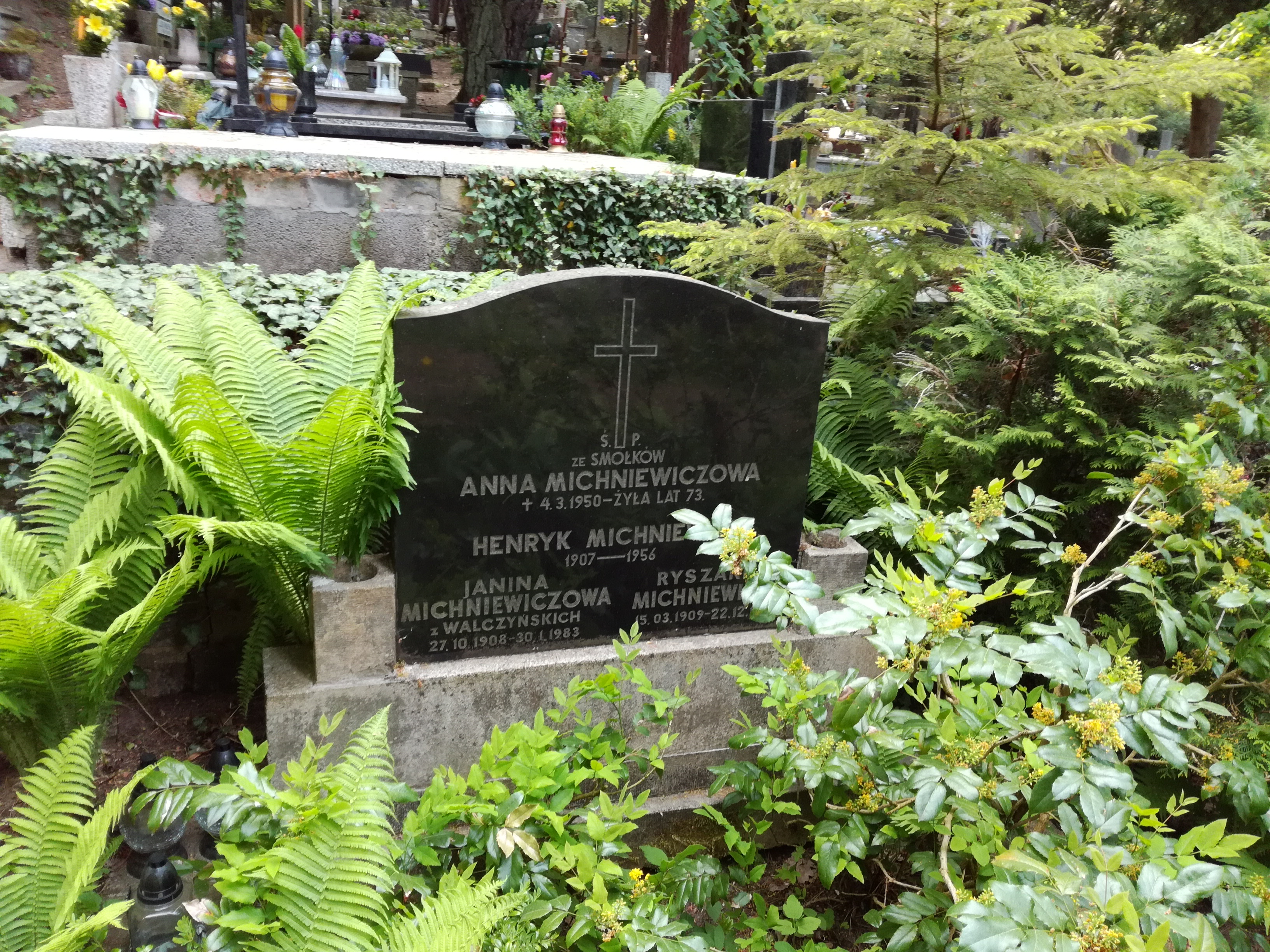
Grób Henryka Michniewicza na cmentarzu katolickim w Sopocie